# Bledius longulus
Bledius longulus är en skalbaggsart som beskrevs av Wilhelm Ferdinand Erichson 1839. Bledius longulus ingår i släktet Bledius, och familjen kortvingar. Enligt den finländska rödlistan är arten sårbar i Finland. Arten är reproducerande i Sverige. Artens livsmiljö är sandstränder vid sötvatten.